# 니나 웨인

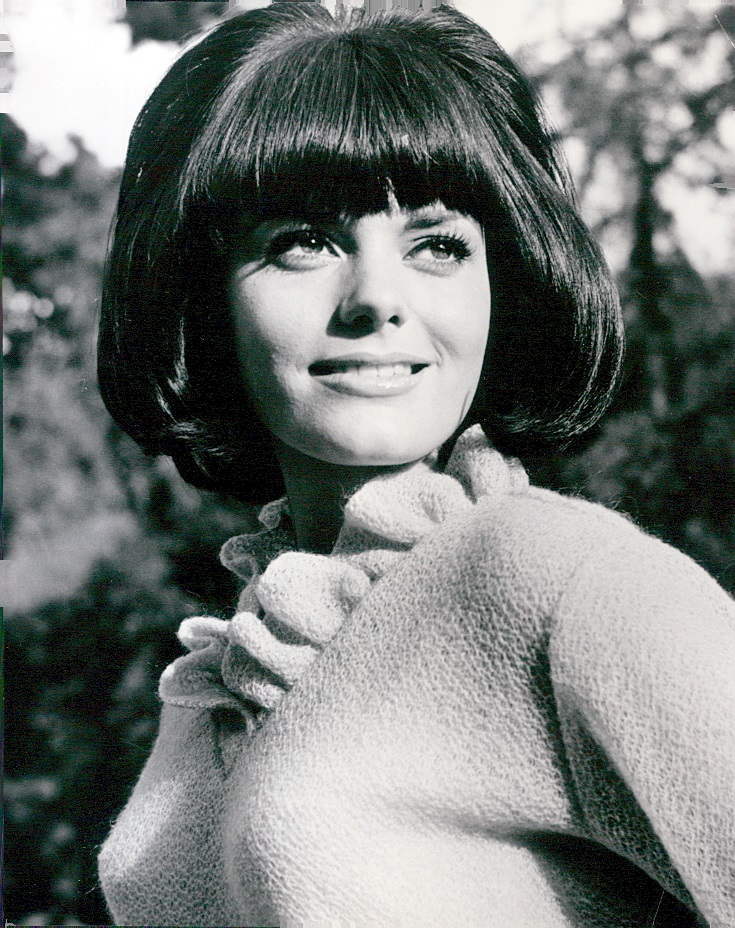

니나 웨인(Nina Wayne, 1943년 9월 18일 ~ )은 미국의 배우, 텔레비전 배우, 영화배우이다.
시카고에서 태어났다.

## 영화
- 나이트 스트랭글러 (1973년)
- 웃음파는 남자 (1969년)
- LA 현금 탈취 작전 (1966년)